# Anatolij Rybakow
Anatolij Naumowicz Rybakow (ros. Анатолий Наумович Рыбаков, właśc. Anatolij Naumowicz Aronow, ros. Анатолий Наумович Аронов; ur. 1 stycznia?/14 stycznia 1911 we wsi Dzierżanowka, Imperium Rosyjskie, zm. 23 grudnia 1998 w Nowym Jorku, USA) – rosyjski pisarz. Autor utworów dla młodzieży i dokumentujących okres represji stalinowskich.

## Życiorys
W 1934 został aresztowany przez NKWD i zesłany na Syberię. Pod koniec zsyłki pracował jako pracownik transportowy. Podczas II wojny światowej pełnił służbę jako dowódca czołgu. Po wojnie rozpoczął działalność literacką.
Debiutował w roku 1948, publikując powieść dla młodzieży pt. Kordzik.
Jego najpopularniejsze dzieło to powieść Dzieci Arbatu, na którą składają się cztery części. Pierwsza, od której pochodzi tytuł całości, opisuje życie w okresie poprzedzającym wielki terror (1933–1934) i w trakcie jej trwania poprzez pryzmat doświadczeń zwykłych obywateli. W cyklu Dzieci Arbatu można zauważyć wyraźne związki z biografią samego autora. Na przykład główny bohater, Sasza Pankratow, podobnie jak on zostaje zesłany na trzy lata na Syberię. Chociaż powieści zostały napisane w latach sześćdziesiątych (1966), to publikacji w ZSRR doczekały się dopiero w roku 1987 (na druk zezwolono w latach 1966 i 1978, ale w obu przypadkach zezwolenie zostało cofnięte przez władze sowieckie). Kolejne tomy cyklu ukazywały się w latach 1988 (Trzydziesty piąty i później), 1990 (Strach), 1996 (Proch i pył).
Po upadku Związku Radzieckiego autor wyjechał do USA i tam też opublikował Wspomnienia.
Zmarł w 1998 roku. Został pochowany na Cmentarzu Kuncewskim w Moskwie.

## Wybrana twórczość[2]

### Powieści
Cykl Kordzik
- 1948 – Kordzik (ros. Кортик) – w 1950 wydana w Polsce; na jej podstawie nakręcono film fabularny; lektura do klasy 6. szkoły podstawowej w PRL
- 1956 – Bronzowaja ptica (ros. Бронзовая птица)
- 1975 – Wystrieł (ros. Выстрел)

Cykl Krosz
- 1960 – Na wozie i pod wozem (ros. Приключения Кроша)
- 1966 – Wakacje Krosza (ros. Каникулы Кроша)
- 1970 – Krosz szuka bohatera (ros. Неизвестный солдат)

Cykl Dzieci Arbatu
- 1987 – Dzieci Arbatu (ros. Дети Арбата)
- 1988 – Trzydziesty piąty i później (ros. Тридцать пятый и другие годы)
- 1990 – Strach (ros. Страх)
- 1996 – Proch i pył (ros. Прах и пепел)

inne
- 1950 – Kierowcy (ros. Водители)
- 1955 – Katarzyna Woronina (ros. Екатерина Воронина)
- 1964 – Miłość Lili (ros. Лето в Сосняках)
- 1978 – Ciężki piasek (ros. Тяжёлый песок)

## Nagrody i odznaczenia
- Order Wojny Ojczyźnianej I klasy
- Order Wojny Ojczyźnianej II klasy (dwukrotnie)
- Order Czerwonego Sztandaru Pracy
- Order Przyjaźni Narodów[4]
- Nagroda Stalinowska (1951)[5]
- Nagroda Państwowa RFSRR im. braci Wasiljewów (1973)